# Roziers-Saint-Georges
Roziers-Saint-Georges è un comune francese di 191 abitanti situato nel dipartimento dell'Alta Vienne nella regione della Nuova Aquitania.

## Società

### Evoluzione demografica
Abitanti censiti